# Донецький іхтіологічний заказник
Донецький — один з об'єктів природно-заповідного фонду Луганської області, іхтіологічний заказник місцевого значення.

## Розташування
Іхтіологічний заказник розташований в Станично-Луганському районі Луганської області. Включає відрізок Сіверського Дінця нижче міста Щастя, що тягнеться на 7 км униз за течією від греблі Луганської ГРЕС. До складу заказника входить 100-метрова прибережна смуга та 1,5 км нижньої течії річки Євсуг. Координати: 48° 46' 20" північної широти, 39° 18' 13" східної довготи .

## Історія
Іхтіологічний заказник місцевого значення «Донецький» оголошений рішенням Луганської обласної ради народних депутатів № 6/8 від 18 травня 1995 року.

## Загальна характеристика
Іхтіологічний заказник «Донецький» загальною площею 247,0 га являє собою ділянку концентрації, нересту і вигулу цінних видів риб басейну Сіверського Дінця. Сіверський Донець в межах заказника має помірно звивисте річище. Річка переважно близько 150 м завширшки, глибина — 2,5-4,0 м з ямами до 7 м вглиб. Дно — піщане або піщано-мулисте. Подекуди виходять піщані коси. Швидкість течії — приблизно 0,2 м/сек. Русло переважно вільне від рослинності за винятком прибережної частини, яка зрідка вкрита осокою, очеретом та іншими прибережними трав'янистими рослинами. Береги місцями пустинні, обривисті, до 5 м заввишки. На деяких ділянках по берегах зростає корінний листяний ліс.
Річка Євсугна території заказника має звивисте річище від 5 до 15 м завширшки, глибина — 0,5-2,5 м. Швидкість течії — 0,1—0,3 м/сек. Ложе — піщане, місцями з мулистими наносами. Берег низький, порослий чагарниками і листяним лісом.

## Іхтіофауна
Іхтіофауна Сіверського Дінця в межах заказника налічує близько 35 видів риб. 2 види занесені до Червоної книги України: вирезуб та ялець Данилевського. В заказнику нерестяться цінні промислові риби: лящ, рибець, шемая та інші.
Тут концентруються цінні частикові риби — судак, сазан та інші. Глибокі ями та особливий термічний режим, обумовлений роботою Луганської ГРЕС, створюють сприятливі умови для зимівлі риб.
Іхтіофауна річки Євсуг налічує близько 20 видів риб. Тут мешкають цінні й рідкісні види, зокрема рибець, лящ, шемая, ялець Данилевського.